# Pubblicazioni di Michel Vaillant

## Les aventures de Michel Vaillant
I primi 30 albi in lingua francese sono stati pubblicati da Lombard. Dal 31 in poi da Dargaud, Fleurus, Novedi, EDI-3, Hachette. Qualche volta le prime edizioni in lingua originale sono state pubblicate, nello stesso anno, da alcuni di questi editori contemporaneamente. 
Dal n. 41 al n. 70 le prime edizioni sono di Graton (che redita anche i vecchi albi). 
Dopo il n. 70 le prime edizioni sono pubblicate da Dupuis (che ripubblica ovviamente anche i vecchi volumi in una nuova veste editoriale) e che continua la numerazione di quelli nuovi a partire dal n. 71 che diventa n. 1 seconda stagione.
| Numero tomo | Titolo originale                    | Titolo italiano                                                                   | Pubblicazione a puntate Belgio/Francia                                                  | Edizione in albo belga/francese | Pubblicazioni italiane |
| ----------- | ----------------------------------- | --------------------------------------------------------------------------------- | --------------------------------------------------------------------------------------- | ------------------------------- | --- |
| 1           | Le grand défi                       | La grande sfida                                                                   | - Tintin Belgio, 1957/1958, Le Lombard - Tintin Francia n. 1/43, 1958, Le Lombard       | 1959, Le Lombard                | - Classici Audacia n. 1, 1963, Mondadori - Gli Albi dell'Ardimento II° anno n. 12, 1970, Crespi - Michel Vaillant n. 1, 2010, Nona Arte Bédé - Michel Vaillant n. 5, 2013, Gazzetta dello Sport |
| 2           | Le pilote sans visage               | Il pilota senza volto                                                             | - Tintin Belgio, 1959, Le Lombard - Tintin Francia n. 1/31, 1959, Le Lombard            | 1960, Le Lombard                | - Classici Audacia n. 2, 1964, Mondadori - Michel Vaillant n. 2, 2010, Nona Arte Bédé - Michel Vaillant n. 9, 2013, Gazzetta dello Sport |
| 3           | Le circuit de la peur               | Il circuito del terrore o Il circuito della paura                                 | - Tintin Belgio, 1959/1960, Le Lombard - Tintin Francia da n. 33/59 a 11/60, Le Lombard | 1961, Le Lombard                | - Classici Audacia n. 3, 1964, Mondadori - Michel Vaillant n. 3, 2010, Nona Arte Bédé - Michel Vaillant n. 12, 2013, Gazzetta dello Sport |
| 4           | Route de nuit                       | Operazione Jaguar o Strada di notte                                               | - Tintin Belgio, 1960, Le Lombard - Tintin Francia n. 13/43, 1960, Le Lombard           | 1962, Le Lombard                | - Classici Audacia n. 6, 1964, Mondadori - Michel Vaillant n. 4, 2012, Nona Arte Bédé - Michel Vaillant n. 15, 2013, Gazzetta dello Sport |
| 5           | Le 13 est au départ                 | Un 13 in gara o Il 13 è alla partenza                                             | - Tintin Belgio, 1960/1961, Le Lombard - Tintin Francia da n. 47/60 a 25/61, Le Lombard | 1963, Le Lombard                | - Classici Audacia n. 10, 1964, Mondadori - Millemiglia n. 22/24, 1992, Mercantile - Michel Vaillant n. 2, 2012, Nona Arte Bédé - Michel Vaillant n. 18, 2013, Gazzetta dello Sport |
| 6           | La trahison de Steve Warson         | Nemici di Warson o Il tradimento di Steve Warson                                  | - Tintin Belgio, 1961/1962, Le Lombard - Tintin Francia da n. 27/61 a 5/62, Le Lombard  | 1964, Le Lombard                | - Classici Audacia n. 13, 1964, Mondadori - Michel Vaillant n. 21, 2013, Gazzetta dello Sport - Michel Vaillant n. 6, 2018, Nona Arte Bédé |
| 7           | Les casse-cou                       | I piloti di brivido o Gli stuntman                                                | - Tintin Belgio, 1962, Le Lombard - Tintin Francia n. 6/36, 1962, Le Lombard            | 1964, Le Lombard                | - Classici Audacia n. 17, 1965, Mondadori - Michel Vaillant n. 24, 2013, Gazzetta dello Sport |
| 8           | Le 8e pilote                        | Il pilota n. 8 o L'ottavo pilota                                                  | - Tintin Belgio, 1962/1963, Le Lombard - Tintin Francia da n. 37/62 a 15/63, Le Lombard | 1965, Le Lombard                | - Classici Audacia n. 20, 1965, Mondadori - Michel Vaillant n. 28, 2013, Gazzetta dello Sport |
| 9           | Le retour de Steve Warson           | Il ritorno di Warson o Il ritorno di Steve Warson                                 | - Tintin Belgio, 1963, Le Lombard - Tintin Francia n. 16/46, 1963, Le Lombard           | 1965, Le Lombard                | - Classici Audacia n. 22, 1965, Mondadori - Michel Vaillant n. 31, 2013, Gazzetta dello Sport |
| 10          | L'honneur du samouraï               | L'onore del samurai                                                               | - Tintin Belgio, 1964, Le Lombard - Tintin Francia n. 7/37, 1964, Le Lombard            | 1966, Le Lombard                | - Classici Audacia n. 26, 1966, Mondadori - Millemiglia n. 18/19, 1991, Mercantile - Michel Vaillant n. 34, 2013, Gazzetta dello Sport |
| 11          | Suspense à Indianapolis             | Colpo di scena a Indianapolis o Suspense a Indianapolis o Suspense a Indianapolis | - Tintin Belgio, 1964/1965, Le Lombard - Tintin Francia da n. 44/64 a 15/65, Le Lombard | 1966, Le Lombard                | - Classici Audacia n. 29, 1966, Mondadori - Millemiglia n. 20/21, 1991, Mercantile - Michel Vaillant n. 37, 2013, Gazzetta dello Sport |
| 12          | Les chevaliers de Königsfeld        | Il castello della vendetta o I cavalieri di Konigsfeld                            | - Tintin Belgio, 1965, Le Lombard - Tintin Francia n. 29/49, 1965, Le Lombard           | 1967, Le Lombard                | - Classici Audacia n. 32, 1966, Mondadori - Millemiglia n. 22/27, 1992, Mercantile - Michel Vaillant n. 39, 2013, Gazzetta dello Sport |
| 13          | Concerto pour pilotes               | L'incendio o Concerto per piloti                                                  | - Tintin Belgio, 1966, Le Lombard - Tintin Francia n. 3/29, 1966, Le Lombard            | 1968, Le Lombard                | - Classici Audacia n. 38, 1967, Mondadori - Millemiglia n. 28/32, 1992, Mercantile - Michel Vaillant n. 41, 2013, Gazzetta dello Sport |
| 14          | Mach 1 pour Steve Warson            | Il muro del suono o Mach 1 per Steve Warson                                       | - Tintin Belgio, 1967, Le Lombard - Tintin Francia n. 3/23, 1967, Le Lombard            | 1968, Le Lombard                | - Classici Audacia n. 53, 1967, Mondadori - Classici del Fumetto n. 27, 2005, Panini - Michel Vaillant n. 2, 2012, Gazzetta dello Sport |
| 15          | Le cirque infernal                  | Il circuito infernale o Il circo infernale                                        | - Tintin Belgio, 1967, Le Lombard - Tintin Francia n. 28/48 1967, Le Lombard            | 1969, Le Lombard                | - Gli Albi dell'Ardimento I° anno n. 2, 1969, Crespi - Classici del Fumetto n. 27, 2005, Panini - Michel Vaillant n. 3, 2012, Gazzetta dello Sport |
| 16          | KM. 357                             | Sabotaggio al Km. 357 o KM. 375                                                   | - Tintin Belgio, 1967/1968, Le Lombard - Tintin Francia da n. 49/67 a 17/68, Le Lombard | 1969, Le Lombard                | - Gli Albi dell'Ardimento II° anno n. 8, 1970, Crespi - Michel Vaillant n. 6, 2013, Gazzetta dello Sport |
| 17          | Le fantôme des 24 heures            | Il fantasma di Le Mans O Il fantasma della 24h                                    | - Tintin Belgio, 1968, Le Lombard - Tintin Francia n. 20/40, 1968, Le Lombard           | 1970, Le Lombard                | - Corriere dei Piccoli n. 41/46, 1968, Rizzoli - Gli Albi dell'Ardimento I° anno n. 2, 1970, Crespi - Michel Vaillant n. 4, 2012, Gazzetta dello Sport |
| 18          | De l'huile sur la piste!            | Monza O Brivido a Monza                                                           | - Tintin Belgio, 1968/1969, Le Lombard - Tintin Francia da n. 46/68 a 13/69, Le Lombard | 1970, Le Lombard                | - Corriere dei Piccoli n. 32/37, 1969, Rizzoli - Gli Albi dell'Ardimento III° anno n. 3, 1971, Crespi - Michel Vaillant n. 1, 2012, Gazzetta dello Sport |
| 19          | Cinq filles dans la course!         | Il rally della paura o 5 ragazze in gara                                          | - Tintin Belgio, 1969, Le Lombard - Tintin Francia n. 28/48, 1969, Le Lombard           | 1971, Le Lombard                | - Gli Albi dell'Ardimento II° anno n. 5, 1970, Crespi - Michel Vaillant n. 7, 2013, Gazzetta dello Sport |
| 20          | Rodéo sur 2 roues                   | Rodeo su 2 ruote                                                                  | - Tintin Belgio, 1970, Le Lombard - Tintin Francia n. 5/25, 1970, Le Lombard            | 1971, Le Lombard                | - Corriere dei Ragazzi n. 44/51, 1970, Corriere della Sera - Michel Vaillant n. 20, 2011, Nona Arte Bédé - Michel Vaillant n. 8, 2013, Gazzetta dello Sport |
| 21          | Massacre pour un moteur!            | Il commando misterioso o Massacro per un motore                                   | - Tintin Belgio, 1970/1971, Le Lombard - Tintin Francia da n. 46/70 a 6/71, Le Lombard  | 1972, Le Lombard                | - Gli Albi dell'Ardimento III° anno n. 8, 1971, Crespi - Michel Vaillant n. 10, 2013, Gazzetta dello Sport |
| 22          | Rush                                | Il terribile raid o Rush                                                          | - Tintin Belgio, 1971, Le Lombard - Tintin Francia n. 19/34, 1971, Le Lombard           | 1972, Le Lombard                | - Gli Albi dell'Ardimento III° anno n. 11, 1971, Crespi - Michel Vaillant n. 11, 2013, Gazzetta dello Sport |
| 23          | Série noire                         | Serie nera                                                                        | - Tintin Belgio, 1971/1972, Le Lombard - Tintin Francia da n. 52/71 a 12/72, Le Lombard | 1973, Le Lombard                | - Corriere dei Ragazzi n. 28/51, 1972, Corriere della Sera - Michel Vaillant n. 23, 2011, Nona Arte Bédé - Michel Vaillant n. 13, 2013, Gazzetta dello Sport |
| 24          | Cauchemar                           | Il mistero del lunar o Incubo                                                     | - Tintin Belgio, 1972, Le Lombard - Tintin Francia n. 37/48, 1972, Le Lombard           | 1973, Le Lombard                | - Corriere dei Ragazzi n. 9-10/22, 1973, Corriere della Sera - Michel Vaillant n. 14, 2013, Gazzetta dello Sport |
| 25          | Des filles et des moteurs           | Donne e motori                                                                    | - Tintin Belgio, 1974, Le Lombard - Tintin Francia n. 1/11, 1974, Le Lombard            | 1974, Le Lombard                | - Corriere dei Ragazzi n. 38/42, 1972, Corriere della Sera - Michel Vaillant n. 16, 2013, Gazzetta dello Sport |
| 26          | Champion du monde                   | Campione del mondo                                                                | - Tintin Belgio, 1974, Le Lombard - Tintin Francia n. 32/41, 1974, Le Lombard           | 1974, Le Lombard                | - Corriere dei Ragazzi n. 43/47, 1975, Corriere della Sera - Michel Vaillant n. 17, 2013, Gazzetta dello Sport |
| 27          | Dans l'enfer du safari              | Nell'inferno del safari                                                           | - Tintin Belgio, 1975, Le Lombard - Tintin Francia n. 2/12, 1975, Le Lombard            | 1975, Le Lombard                | - Grandi Eroi n. 32 bis, 1989, Comic Art - Michel Vaillant n. 19, 2013, Gazzetta dello Sport |
| 28          | Le secret de Steve Warson           | Il segreto di Steve Warson                                                        | - Tintin Belgio, 1975, Le Lombard - Tintin Francia n. 27/36, 1975, Le Lombard           | 1975, Le Lombard                | - Grandi Eroi n. 32 bis, 1989, Comic Art - Millemiglia n. 32/34, 1992/1993, Mercantile - Michel Vaillant n. 20, 2013, Gazzetta dello Sport |
| 29          | San Francisco Circus                | San Francisco Circus                                                              | - Tintin Belgio, 1976, Le Lombard - Tintin Francia da n. 48/75 a 7/76, Le Lombard       | 1976, Le Lombard                | - Grandi Eroi n. 42, 1989, Comic Art - Michel Vaillant n. 23, 2013, Gazzetta dello Sport |
| 30          | Le prince blanc                     | Il principe bianco                                                                | - Tintin Sélection n. 27/29, 1975, Le Lombard                                           | 1977, Le Lombard, Dargaud       | - Grandi Eroi n. 43, 1989, Comic Art - Michel Vaillant n. 22, 2013, Gazzetta dello Sport |
| 31          | Les Jeunes Loups                    | I giovani lupi                                                                    | -                                                                                       | 1978, Dargaud                   | - Michel Vaillant n. 8, 1987, Alessandro Distribuzione - Michel Vaillant n. 26, 2013, Gazzetta dello Sport |
| 32          | La révolte des rois                 | La rivolta dei re                                                                 | -                                                                                       | 1978, Dargaud                   | - Michel Vaillant n. 9, 1987, Alessandro Distribuzione - Michel Vaillant n. 27, 2013, Gazzetta dello Sport |
| 33          | La silhouette en colère             | Nervi a fior di pelle                                                             | -                                                                                       | 1979, Dargaud                   | - Michel Vaillant n. 11, 1989, Alessandro Distribuzione - Michel Vaillant n. 29, 2013, Gazzetta dello Sport |
| 34          | KO pour Steve Warson                | K.O. per Steve Warson o KO per Steve Warson                                       | - Super J, 1979, Jeunesse et Vacances - Super AS, 1979, Jeunesse et Vacances            | 1979, Fleurus, EDI-3            | - Michel Vaillant n. 1, 1986, Alessandro Distribuzione - Michel Vaillant n. 30, 2013, Gazzetta dello Sport |
| 35          | Le galérien                         | Il forzato                                                                        | - Super J, 1979, Jeunesse et Vacances - Super As n. 17/24, 1979, Jeunesse et Vacances   | 1980, Novedi, EDI-3, Fleurus    | - Michel Vaillant n. 3, 1986, Alessandro Distribuzione - Michel Vaillant n. 32, 2013, Gazzetta dello Sport |
| 36          | Un pilote a disparu                 | Il pilota scomparso o Un pilota è scomparso                                       | - Super J, 1980, Jeunesse et Vacances - Super As n. 48/55, 1980, Jeunesse et Vacances   | 1980, Fleurus, EDI-3            | - Michel Vaillant n. 3, 1986, Alessandro Distribuzione - Michel Vaillant n. 33, 2013, Gazzetta dello Sport |
| 37          | L'inconnu des 1000 pistes           | Lo sconosciuto delle 1000 piste                                                   | - Super J, 1980, Jeunesse et Vacances - Super As n. 60/67, 1980, Jeunesse et Vacances   | 1980, Novedi, EDI-3, Fleurus    | - Michel Vaillant n. 4, 1986, Alessandro Distribuzione - Michel Vaillant n. 35, 2013, Gazzetta dello Sport |
| 38          | Steve Warson contre Michel Vaillant | Steve Warson contro Michel Vaillant                                               | - Super J, 1980, Jeunesse et Vacances - Super As n. 77/84, 1980, Jeunesse et Vacances   | 1981, Novedi Hachette           | - Michel Vaillant n. 5, 1986, Alessandro Distribuzione - Michel Vaillant n. 36, 2013, Gazzetta dello Sport |
| 39          | Rallye sur un volcan                | Rally su un vulcano                                                               | -                                                                                       | 1981, Novedi Hachette           | - Michel Vaillant n. 6, 1986, Alessandro Distribuzione - Michel Vaillant n. 38, 2013, Gazzetta dello Sport |
| 40          | Rififi en F1                        | Rififi in F1                                                                      | -                                                                                       | 1982, Novedi Hachette           | - Michel Vaillant n. 7, 1987, Alessandro Distribuzione - Michel Vaillant n. 40, 2013, Gazzetta dello Sport |
| 41          | Paris-Dakar                         | Paris-Dakar                                                                       | -                                                                                       | 1982, Graton                    | - Michel Vaillant n. 14, 1988, Alessandro Distribuzione - Michel Vaillant n. 42, 2013, Gazzetta dello Sport |
| 42          | 300 à l'heure dans Paris            | 300 all'ora a Paris                                                               | -                                                                                       | 1983, Graton                    | - Michel Vaillant n. 16, 1988, Alessandro Distribuzione - Michel Vaillant n. 43, 2013, Gazzetta dello Sport |
| 43          | Rendez-vous à Macao                 | Appuntamento a Macao                                                              | -                                                                                       | 1983, Graton                    | - Michel Vaillant n. 18, 1988, Alessandro Distribuzione - Michel Vaillant n. 44, 2013, Gazzetta dello Sport |
| 44          | Steve et Julie                      | Steve e Julie                                                                     | -                                                                                       | 1984, Graton                    | - Michel Vaillant n. 20, 1989, Alessandro Distribuzione - Michel Vaillant n. 45, 2013, Gazzetta dello Sport |
| 45          | L'homme de Lisbonne                 | L'uomo di Lisbona                                                                 | -                                                                                       | 1984, Graton                    | - Michel Vaillant n. 1, 2000, Alessandro Editore - Michel Vaillant n. 46, 2013, Gazzetta dello Sport |
| 46          | Racing Show                         | Racing Show                                                                       | -                                                                                       | 1985, Graton                    | - Michel Vaillant n. 3, 2001, Alessandro Editore - Michel Vaillant n. 47, 2013, Gazzetta dello Sport |
| 47          | Panique à Monaco                    | Panico a Monaco                                                                   | -                                                                                       | 1986, Graton                    | - Classici del Fumetto n. 27, 2005, Panini - Michel Vaillant n. 25, 2013, Gazzetta dello Sport |
| 48          | Irish Coffee                        | Irish Coffee                                                                      | -                                                                                       | 1986, Graton                    | - Michel Vaillant n. 48, 2013, Gazzetta dello Sport |
| 49          | Catégorie poids lourds              | Categoria pesi massimi                                                            | - France Routiers, 1987                                                                 | 1987, Graton                    | - Michel Vaillant n. 49, 2012, Nona Arte Bédé - Michel Vaillant n. 49, 2013, Gazzetta dello Sport |
| 50          | Le défi des remparts                | Sfida tra i bastioni o La sfida dei bastioni                                      | -                                                                                       | 1988, Graton                    | - Classici del Fumetto n. 27, 2005, Panini - Michel Vaillant n. 50, 2013, Gazzetta dello Sport |
| 51          | Le caïd de Francorchamps            | Il boss di Francorchamps                                                          | - France Routiers, 1987                                                                 | 1989, Graton                    | - Michel Vaillant n. 51, 2012, Nona Arte Bédé - Michel Vaillant n. 51, 2013, Gazzetta dello Sport |
| 52          | F3000                               | F3000                                                                             | -                                                                                       | 1989, Graton                    | - Michel Vaillant n. 52, 2013, Gazzetta dello Sport |
| 53          | La nuit de Carnac                   | La notte di Carnac                                                                | -                                                                                       | 1990, Graton                    | - Michel Vaillant n. 53, 2013, Gazzetta dello Sport |
| 54          | L'affaire Bugatti                   | Il caso Bugatti                                                                   | -                                                                                       | 1991, Graton                    | - Michel Vaillant n. 54, 2013, Gazzetta dello Sport |
| 55          | Une histoire de fous                | Una storia da pazzi                                                               | -                                                                                       | 1992, Graton                    | - Michel Vaillant n. 55, 2013, Gazzetta dello Sport |
| 56          | Le maître du monde                  | Il padrone del mondo                                                              | -                                                                                       | 1993, Graton                    | - Michel Vaillant n. 56, 2013, Gazzetta dello Sport |
| 57          | La piste de Jade                    | La pista di Giada                                                                 | -                                                                                       | 1994, Graton                    | - Michel Vaillant n. 57, 2014, Gazzetta dello Sport |
| 58          | Paddock                             | Paddock                                                                           | -                                                                                       | 1995, Graton                    | - Michel Vaillant n. 58, 2014, Gazzetta dello Sport |
| 59          | La prisonnière                      | La prigioniera                                                                    | -                                                                                       | 1997, Graton                    | - Michel Vaillant n. 59, 2014, Gazzetta dello Sport |
| 60          | Victoires oubliées                  | Inedito in volume                                                                 | -                                                                                       | 1997, Graton                    | Storie: - Zolder - GrandPrix de Formule 2 (Gran Premio Zolder Formula 2): Corriere dei Ragazzi n. 10, 1972, Corriere della Sera - Michel Vaillant n. 11, 2013, Gazzetta dello Sport. - Corrida pour une marguerite (Finimondo per una margherita): Corriere dei Ragazzi n. 49, 1974, Corriere della Sera - Michel Vaillant n. 14, 2013, Gazzetta dello Sport. - Ils sont venus de l'est (Sono venuti dall'est): Michel Vaillant n. 22, 2013, Gazzetta dello Sport. - Dansl'enfer des 6 heures (Bolidi sul fiume o Nell'inferno della 6 ore): Corriere dei Piccoli n. 29, 1971, Rizzoli - Michel Vaillant n. 19, 2013, Gazzetta dello Sport. - Bataillepour 1/10 (Battaglia per 1/10): Corriere dei Ragazzi n. 19, 1974, Corriere della Sera - Michel Vaillant n. 8, 2013, Gazzetta dello Sport. - Moi, j'prefere les drags (Io preferiscio i dragster): Corriere dei Ragazzi n. 12, 1975, Corriere della Sera - Michel Vaillant n. 13, 2013, Gazzetta dello Sport. |
| 61          | La fièvre de Bercy                  | La febbre di Bercy                                                                | - Auto Hebdo, 1998, Groupe Michel Hommell                                               | 1998, Graton                    | - Michel Vaillant n. 60, 2014, Gazzetta dello Sport |
| 62          | Le sponsor                          | Lo sponsor                                                                        | -                                                                                       | 1999, Graton                    | - Michel Vaillant n. 61, 2014, Gazzetta dello Sport |
| 63          | Cairo                               | Cairo                                                                             | -                                                                                       | 2000, Graton                    | - Michel Vaillant n. 62, 2014, Gazzetta dello Sport |
| 64          | Opération Mirage                    | Operazione Mirage                                                                 | -                                                                                       | 2001, Graton                    | - Michel Vaillant n. 63, 2014, Gazzetta dello Sport |
| 65          | L'épreuve                           | La prova                                                                          | -                                                                                       | 2003, Graton                    | - Classici del Fumetto n. 27 2005, Panini - Michel Vaillant n. 64, 2014, Gazzetta dello Sport |
| 66          | 100000 $ pour Steve Warson          | 100000 $ per Steve Warson                                                         | -                                                                                       | 2004, Graton                    | - Michel Vaillant n. 65, 2014, Gazzetta dello Sport |
| 67          | Pour David                          | Per David                                                                         | -                                                                                       | 2004, Graton                    | - Michel Vaillant n. 66, 2014, Gazzetta dello Sport |
| 68          | China Moon                          | China Moon                                                                        | -                                                                                       | 2006, Graton                    | - Michel Vaillant n. 67, 2014, Gazzetta dello Sport |
| 69          | Hors-piste en enfer                 | Fuori pista all'inferno                                                           | -                                                                                       | 2006, Graton                    | - Michel Vaillant n. 69, 2011, Nona Arte Bédé - Michel Vaillant n. 68, 2013, Gazzetta dello Sport |
| 70          | 24 heures sous influence            | 24 ore sotto pressione                                                            | -                                                                                       | 2007, Graton                    | - Michel Vaillant n. 70, 2011, Nona Arte Bédé - Michel Vaillant n. 69, 2014, Gazzetta dello Sport |

Les intégrales
La serie (non pubblicata in Italia) raccoglie tutte le storie, sia brevi che della serie normale fino all'albo n. 70, corredate da aneddoti, disegni e documenti inediti relativi a Jean Graton, apparsi per lo più sul settimanale Tintin e da un'appendice dedicata alle vere competizioni automobilistiche dal 1950 ai giorni nostri. 
Dopo la prima edizione di Lombard Dupuis ha riniziato a pubblicare gli albi a partire dal novembre 2014 (che ha iniziato pubblicando prima i volumi esauriti della prima edizione di Lombard e poi, via via, continuando con gli altri).
Edizione Dupuis
| Numero tomo | Data pubblicazione | Albi contenuti |
| ----------- | ------------------ | -------------- |
| Tome 1      | 10 novembre 2020   | 1 - 3          |
| Tome 2      | 17 gennaio 2022    | 4 - 6          |
| Tome 3      | 24 gennaio 2022    | 7 - 9          |
| Tome 4      | 17 gennaio 2022    | 10 - 12        |
| Tome 5      | 24 gennaio 2022    | 13 - 15        |
| Tome 6      | 20 dicembre 2015   | 16 - 18        |
| Tome 7      | 24 gennaio 2022    | 19 - 21        |
| Tome 8      | 20 ottobre 2015    | 22 - 24        |
| Tome 9      | 20 ottobre 2015    | 25 - 28        |
| Tome 10     | 5 gennaio 2018     | 29 - 31        |
| Tome 11     | 30 giugno 2022     | 32 - 34        |
| Tome 12     | 10 novembre 2020   | 35 - 38        |
| Tome 13     | 24 marzo 2022      | 39 - 41        |
| Tome 14     | 11 gennaio 2021    | 42 - 45        |
| Tome 15     | 1º febbraio 2021   | 46 - 50        |
| Tome 16     | 10 novembre 2020   | 50 - 53        |
| Tome 17     | 5 gennaio 2018     | 54 - 57        |
| Tome 18     | 20 dicembre 2015   | 58 - 62        |
| Tome 19     | 19 dicembre 2016   | 63 - 66        |
| Tome 20     | 20 ottobre 2015    | 67 - 70        |

## Nouvelle saison
| Numero tomo | Titolo originale   | Titolo italiano      | Edizione in albo francese                                                                                  | Edizione in albo italiano                                           |
| ----------- | ------------------ | -------------------- | --- | ------------------------------------------------------------------- |
| 1           | Au nom du fils     | Nel nome del figlio  | Michel Vaillant - nouvelle saison 1, 16 novembre 2012, Dupuis                                              | Michel Vaillant n. 70, 2 aprile 2014, Gazzetta dello Sport          |
| 2           | Voltage            | Tensione             | Michel Vaillant - nouvelle saison 2, 6 dicembre 2013, Dupuis                                               | Michel Vaillant n. 71, 9 aprile 2014, Gazzetta dello Sport          |
| 3           | Liaison dangereuse | Relazione pericolosa | Michel Vaillant - nouvelle saison 3, 21 novembre 2014, Dupuis                                              | Michel Vaillant - nuova serie 3, 24 febbraio 2015, Nona Arte Renoir |
| 4           | Collapsus          | Collasso             | Michel Vaillant - nouvelle saison 4, 9 ottobre 2015, Dupuis (pubblicato prima a puntate su L'Équipe, 2015) | Michel Vaillant - nuova serie 4, 25 febbraio 2016, Nona Arte Renoir |
| 5           | Renaissance        | Rinascita            | Michel Vaillant - nouvelle saison 5, 17 giugno 2016, Dupuis                                                | Michel Vaillant - nuova serie 5, 17 novembre 2016, Nona Arte Renoir |
| 6           | Rébellion          | Ribellione           | Michel Vaillant - nouvelle saison 6, 2 giugno 2017, Dupuis                                                 | Michel Vaillant - nuova serie 6, 27 giugno 2017, Nona Arte Renoir   |
| 7           | Macao              | Macao                | Michel Vaillant - nouvelle saison 7, 2 novembre 2018, Dupuis                                               | Michel Vaillant - nuova serie 7, 24 gennaio 2019, Nona Arte Cosmo   |
| 8           | 13 jours           | 13 giorni            | Michel Vaillant - nouvelle saison 8, 6 settembre 2019, Dupuis                                              | Michel Vaillant - nuova serie 8, 3 dicembre 2020, Nona Arte Cosmo   |
| 9           | Duels              | Duelli               | Michel Vaillant - nouvelle saison 9, 15 gennaio 2021, Dupuis                                               | Michel Vaillant - nuova serie 9, 30 luglio 2021, Nona Arte Cosmo    |
| 10          | Pikes Peak         | Pikes Peak           | Michel Vaillant - nouvelle saison 10, 15 ottobre 2021, Dupuis                                              | Michel Vaillant - nuova serie 10, 10 giugno 2022, Nona Arte Cosmo   |
| 11          | Cannonball         | Cannonball           | Michel Vaillant - nouvelle saison 11, 10 giugno 2022, Dupuis                                               | Michel Vaillant - nuova serie 11, 16 giugno 2023, Nona Arte Cosmo   |
| 12          | La cible           | Il bersaglio         | Michel Vaillant - nouvelle saison 12, 2 giugno 2023, Dupuis                                                | Michel Vaillant - nuova serie 12 5 novembre 2024, Nona Arte Cosmo   |
| 13          | Rédemption         | -                    | Michel Vaillant - nouvelle saison 13, 17 maggio 2024, Dupuis                                               |                                                                     |

Edizioni speciali
inedite in Italia
| Numero tomo | Titolo                                                           | Edizione                                                      | Note |
| ----------- | ---------------------------------------------------------------- | ------------------------------------------------------------- | --- |
| 5b          | Renaissance - Work In Progress                                   | Michel Vaillant - nouvelle saison 5, 15 aprile 2016, Dupuis   | + 24 pagine con contenuti extra. Tiratura: 1500 copie. |
| 6b          | Rébellion - Work In Progress Fan Box                             | Michel Vaillant - nouvelle saison 6, 5 maggio 2017, Dupuis    | Albo normale + altro materiale separato (tra cui foto). Tiratura limitata: 2017 copie.                                                                             |
| 6c          | Rébellion - L'histoire vraie                                     | Michel Vaillant - nouvelle saison 6, 3 novembre 2017, Dupuis  | + 24 pagine con contenuti extra. Dossier della 24h di Le Mans. Tiratura limitata: 4000 copie. Copertina diversa.                                                   |
| 6d          | Rébellion - Edition augmentée (librairie Bulle)                  | Michel Vaillant - nouvelle saison 6, 3 novembre 2017, Dupuis  | + 16 pagine con contenuti extra. Tiratura limitata per la libreria Bulle di Le Mans: 1200 copie. Copertina diversa.                                                |
| 7b          | Macao, l'enfer du décor - Edition augmentée                      | Michel Vaillant - nouvelle saison 7, 2 novembre 2018, Dupuis  | + 24 pagine con contenuti extra. Dossier. Tiratura limitata: 3000 copie.                                                                                           |
| 8b          | 13 jours - Work In Progress - Edition augmentée                  | Michel Vaillant - nouvelle saison 8, 14 giugno 2019, Dupuis   | + 24 pagine con contenuti extra tra cui dossier Retour au Paul Ricard e 3 storie corte inedite. Tiratura limitata.                                                 |
| 8c          | 13 jours, l'histoire vraie - Édition augmentée                   | Michel Vaillant - nouvelle saison 8, 8 novembre 2019, Dupuis  | + 24 pagine con contenuti extra. Dossier F1. Copertina diversa. Tiratura limitata: 4400 copie.                                                                     |
| 9b          | Duels, l'envers du décor - Édition augmentée                     | Michel Vaillant - nouvelle saison 9, 15 gennaio 2021, Dupuis  | + 24 pagine con contenuti extra. Dossier. Tiratura limitata: 4400 copie. Copertina diversa.                                                                        |
| 10b         | Pikes Peak - Les rois de la montagne                             | Michel Vaillant - nouvelle saison 10, 15 ottobre 2021, Dupuis | + 24 pagine con contenuti extra del giornalista Stéphane Barbé. Tiratura limitata: 4800 copie. Copertina diversa.                                                  |
| 11b         | Cannonball - Les designers et le pirate                          | Michel Vaillant - nouvelle saison 11, 4 novembre 2022, Dupuis | + 24 pagine con contenuti extra. Tiratura limitata. Copertina diversa.                                                                                             |
| 11c         | Cannonball - Édition augmentée (librairie Bulle)                 | Michel Vaillant - nouvelle saison 11, 4 novembre 2022, Dupuis | + 16 pagine con contenuti extra. Tiratura limitata per la libreria Bulle di Le Mans: 800 copie. Copertina diversa.                                                 |
| 12a         | La cible - Édition augmentée (librairie Bulle)                   | Michel Vaillant - nouvelle saison 12, maggio 2023, Dupuis     | + 16 pagine con contenuti extra tra cui la storia breve Un pilote sous tension. Tiratura limitata per la libreria Bulle di Le Mans: 1500 copie. Copertina diversa. |
| 12b         | La cible - Édition deluxe (librairie Bulle e BD Enpher Editions) | Michel Vaillant - nouvelle saison 12, maggio 2023, Dupuis     | Tiratura limitata per la libreria Bulle di Le Mans in collaborazione con BD Enpher Editions: 500 copie, 350€. Copertina diversa.                                   |
| 12c         | La cible - Édition deluxe (BD Enpher Editions)                   | Michel Vaillant - nouvelle saison 12, maggio 2023, Dupuis     | Tiratura limitata per editore BD Enpher Editions: 200 copie (di cui 50 con extra stampa in metallo), 249 e 299€. Copertina diversa.                                |
| 13a         | Rédemption - Édition augmentée (librairie Bulle)                 | Michel Vaillant - nouvelle saison 13, maggio 2024, Dupuis     | + 16 pagine con la storia breve Mister X. Tiratura limitata per la libreria Bulle di Le Mans: 1000 copie. Copertina diversa.                                       |

## Légendes
A partire dal 2022 Dupuis pubblica la collana spinoff Michel Vaillant - Légendes che vede alcune storie di Michel Vaillant ambientate durante famosi avvenimenti motoristici realmente accaduti. La sceneggiatura è affidata a Dénis Lapière mentre i disegni vengono realizzati da Vincent Doutreuill in uno stile che richiama quello di Jean Graton.
La prima storia è stata pubblicata inoltre sul Le Figaro Magazine dal 15 luglio al 26 agosto 2022.
| Numero tomo | Titolo originale            | Titolo italiano | Edizione in albo francese | Edizione in albo italiano |
| ----------- | --------------------------- | --------------- | --- | ------------------------- |
| 1           | Dans l'enfer d'Indianapolis |                 | 23 settembre 2022, Dupuis |                           |
| 1b          | Dans l'enfer d'Indianapolis |                 | 23 settembre 2022, Dupuis (edizione speciale con 16 pagine extra, copertina diversa e tiratura limitata a 800 copie per la libreria Bulle di Le mans) |                           |
| 2           | L'ame des pilotes           |                 | 6 ottobre 2023, Dupuis |                           |
| 2b          | L'ame des pilotes           |                 | ottobre 2023, Dupuis (edizione speciale con 16 pagine extra, copertina diversa e tiratura limitata a 800 copie per la libreria Bulle di Le mans)      |                           |
| 3           | Effroyable saison           |                 | 13 settembre 2024, Dupuis |                           |
| 3b          | L'ame des pilotes           |                 | settembre 2024, Dupuis (edizione speciale con extra, copertina diversa e tiratura limitata a 800 copie per la libreria Bulle di Le mans)              |                           |

## Henri Vaillant
A partire dal 2023 Dupuis pubblica una lunga storia dedicata a Henri Vaillant da giovane alla nascita della Vaillante, un vero e proprio prequel della saga di Michel Vaillant. 
La storia, i cui disegni sono realizzati in stile acquerello in toni di grigio, sarà divisa in tre episodi e pubblicata su 3 box contenenti anche altro materiale da collezione sul tema dei racconti (tiratura limitata: 4500 copie). In seguito la storia completa verrà pubblicata su un volume unico (con oltre 150 pagine).
| Numero tomo | Titolo originale | Titolo italiano   | Edizione in albo francese | Edizione in albo italiano |
| ----------- | ---------------- | ----------------- | ------------------------- | ------------------------- |
| 1           | Passion          | inedito in Italia | 14 aprile 2023, Dupuis    | -                         |
| 2           | Famille          | inedito in Italia | 20 aprile 2024, Dupuis    | -                         |

## Albi speciali
| Titolo originale         | Titolo italiano   | Edizione in albo francese | Pubblicazioni italiane |
| ------------------------ | ----------------- | ------------------------- | --- |
| Spécial Michel Vaillant  | inedito in volume | 1970, Le Lombard          | Storie brevi: - Françoise: Corriere dei Ragazzi n. 8/9, 1975, Corriere della Sera - Michel Vaillant n. 6, 2013, Gazzetta dello Sport. - Pas delauriers pour Bob Cramer (Niente gloria per Bob Cramer): Corriere dei Ragazzi n. 4, 1974, Corriere della Sera - Michel Vaillant n. 7, 2013, Gazzetta dello Sport. - Bataille pour 1/10 (Battaglia per1/10): Corriere dei Ragazzi n. 19, 1974, Corriere della Sera - Michel Vaillant n. 8, 2013, Gazzetta dello Sport. |
| Spécial Steve Warson     | inedito in volume | 1972, Le Lombard          | Storie brevi: - Moj je préfère les drags (Io preferisco i gragster): Corriere dei Ragazzi n. 12, 1975, Corriere della Sera - Michel Vaillant n. 13, 2013, Gazzetta dello Sport. - A toi Steve (A re Steve!): Corriere dei Ragazzi n. 49, 1974, Corriere della Sera - Michel Vaillant n. 14, 2013, Gazzetta dello Sport. - Corrida pour une marguerite (Finimondo per una margherita): Corriere dei Ragazzi n. 49, 1974, Corriere della Sera - Michel Vaillant n. 14, 2013, Gazzetta dello Sport. |
| Spécial moto             | inedito in volume | 1973, Le Lombard          | Storie brevi: - Ago se rebiffe (Ago si ribella): Michel Vaillant n. 22, 2013, Gazzetta dello Sport. - Ils sont venus de l'est (Sono venuti dall'est): Michel Vaillant n. 22, 2013, Gazzetta dello Sport. - Tiens Pardi! (È ovvio!): Michel Vaillant albo speciale Altre pagine sconosciute, 2016, Gazzetta dello Sport. |
| Spécial 20è anniversaire | inedito in volume | 1979, Le Lombard          | Storie brevi: - Bon sang ne peut mentir (Buon sangue non mente): Michel Vaillant n. 1, 2012, Gazzetta dello Sport. - La marathon de la route (Una Maratona su 4 ruote): Michel Vaillant n. 1, 2012, Gazzetta dello Sport. - La cle des 12 (La chiave del 12): Michel Vaillant n. 1, 2012, Gazzetta dello Sport. - Bagarre sur la Nationale 7 (Bagarre sulla nazionale7): Michel Vaillant n. 40, 2013, Gazzetta dello Sport. - La 24e heure (La 24ª ora): Michel Vaillant n. 1, 2012, Gazzetta dello Sport. - Saplus belle victoire (La vittoria più bella): Michel Vaillant n. 29, 2013, Gazzetta dello Sport. - Un certain Grand Prix (Un certo Gran Premio): Michel Vaillant n. 30, 2013, Gazzetta dello Sport. Tutte le storie vengono inoltre pubblicate su Michel Vaillant n. 12 Speciale 20 anni, 1988, Alessandro Distribuzione |

## Altro
| Titolo originale                                      | Titolo italiano                          | Edizione in albo francese                                 | Pubblicazioni italiane |
| ----------------------------------------------------- | ---------------------------------------- | --------------------------------------------------------- | --- |
| Astérix et ses amis                                   | inedito in volume                        | 15 aprile 2007, Vents d'Ouest                             | Tavola: - Eternel Obélix: Michel Vaillant, Albert Uderzo, Astérix e Obelix fanno una corsa in auto. |
| Jean Graton et Michel Vaillant: L'aventure automobile | -                                        | 2015, Hors Collection 22 febbraio 2021, Graton (ristampa) | Biografia di Jean Graton scritta da Xavier Chimits e Philippe Graton |
| Passion, Le Mans!                                     | -                                        | 21 settembre 2021, HeroBook                               | Volume pubblicato in occasione dei 100 anni della 24 Ore di Le Mans |
| Michel Vaillant et les 24 Heures du Mans              | -                                        | 2008, La Libre, DH Les Sports                             | Volume dedicato a Michel Vaillant e alla 24 Ore di Le Mans |
| Vaillante, une marque automobile française            | -                                        | ottobre 2023, Éditions de La Martinière                   | Volume reportage sulle vetture Vaillante |
| -                                                     | Michel Vaillant il pilota intramontabile | ottobre 2023, Anafi                                       | Unico volume su Michel Vaillant pubblicato in Italia a cura di Mauro Giordani, riservato ai soci Anafi 2024. Approfondisce tutti gli aspetti inerenti l'autore e la saga del personaggio: gli esordi, l'ambiente delle gare, il team Vaillante, la famiglia allargata, gli affetti, i rivali e gli avversari, gli amici e i nemici, le vittorie e le sconfitte; elenco cronologico di albi e storie brevi; storia breve inedita in italiano Il Salone dell'Auto 1946; pubblicità inedite in italiano Un prestito restituito e Gli pneumatici Dunlop Sport Classic all'anteprima de Le Mans Classic. |

## Dossiers Michel Vaillant
Sfruttando come richiamo il nome del personaggio tra il 1995 e il 2012 venne pubblicata anche una serie di quattordici albi (collana Dossiers Michel Vaillant) dedicati genericamente al mondo automobilistico o a delle celebrità ad esso associate attraverso reportages, fotografie e storie brevi disegnate. 
A partire dal n. 12 la serie è edita da Dupuis che ripubblica, nella sua nuova veste grafica, alcuni dei volumi già pubblicati da Graton Editeur (4, 5, 6, 10 e 11) e la prosegue (mantenendo anche la dicitura Graton Editeur) includendo anche le storie di celebri circuiti. Dal 2020 rinizia la pubblicazione di nuovi albi. 
| Numero tomo | Titolo originale                             | Titolo italiano                                                                               | Edizione in albo francese | Pubblicazioni italiane |
| ----------- | -------------------------------------------- | --------------------------------------------------------------------------------------------- | ------------------------- | --- |
| 1           | James Dean - La passion foudroyée            | James Dean - Jacky Ickx - Due leggende a fumetti                                              | 1995, Graton              | - Michel Vaillant n. 78, 2014, Gazzetta dello Sport |
| 2           | Jacky Ickx - L'enfant terrible               | James Dean - Jacky Ickx - Due leggende a fumetti                                              | 1996, Graton              | - Michel Vaillant n. 78, 2014, Gazzetta dello Sport |
| 3           | Steve Mc Queen - L'homme mécanique           | -                                                                                             | 1997, Graton              | inedito in Italia |
| 4           | Honda - 50 ans de passion                    | Soichiro Honda - Una leggenda a fumetti                                                       | 1998, Graton              | - Michel Vaillant n. 79, 2014, Gazzetta dello Sport |
| 5           | Coluche - C'estl'exploit d'un mec            | -                                                                                             | 1999, Graton              | inedito in Italia |
| 6           | Ayrton Senna - Le feu sacré                  | Ayrton Senna - Una leggenda a fumetti                                                         | 2003, Graton              | - Albo allegato a Quattroruote Speciale Formula 1, marzo 2004 (poi venduto anche separatamente), Editoriale Domus - Michel Vaillant n. 72, 2014, Gazzetta dello Sport |
| 7           | Enzo Ferrari - Le dernier empereur           | Enzo Ferrari - Una leggenda a fumetti o Enzo Ferrari - Manuel Fangio - Due leggende a fumetti | 2005, Graton              | - Albo allegato a Quattroruote Speciale Formula 1, marzo 2005 (poi venduto anche separatamente), Editoriale Domus - Michel Vaillant n. 77, 2014, Gazzetta dello Sport |
| 8           | Fangio - L'homme qui fut roi                 | Enzo Ferrari - Manuel Fangio - Due leggende a fumetti                                         | 2006, Graton              | - Michel Vaillant n. 77, 2014, Gazzetta dello Sport |
| 9           | Henri Pescarolo - Le marathonien             | -                                                                                             | 2006, Graton              | inedito in Italia |
| 10          | Gilles Villeneuve - «Je neserai pas long...» | Giles Villeneuve - Una leggenda a fumetti                                                     | 2008, Graton              | - Michel Vaillant n. 75, 2014, Gazzetta dello Sport |
| 11          | Louis Chevrolet - Never give up              | Louis Chevrolet - Una leggenda a fumetti                                                      | 2009, Graton              | - Michel Vaillant n. 76, 2014, Gazzetta dello Sport |
| 12          | Alain Prost                                  | Alain Prost - Una leggenda a fumetti                                                          | 2010, Depuis              | - Michel Vaillant n. 74, 2014, Gazzetta dello Sport |
| 13          | Michael Schumacher                           | Michael Schumacher - Una leggenda a fumetti                                                   | 2011, Depuis              | - Michel Vaillant n. 73, 2014, Gazzetta dello Sport |
| 14          | Spa-Francorchamps                            | Spa-Francorchamps - Una leggenda a fumetti                                                    | 2012, Depuis              | - Michel Vaillant n. 80, 2014, Gazzetta dello Sport |
| 15          | Le circuit Paul Ricard                       | -                                                                                             | 28 agosto 2020, Depuis    | inedito in Italia |
| 16          | Le circuit de Magny-Cours                    | -                                                                                             | 23 settembre 2022, Dupuis | inedito in Italia |
| 17          | Les 100 ans du Mans                          | -                                                                                             | 5 maggio 2023, Dupuis     | inedito in Italia |

## Palmares inedit
Nella collana viene pubblicato materiale di Jean Graton:
- storie dell'Oncle Paul disegnate per il settimanale Spirou
- storie brevi a carattere sportivo pubblicate su Tintin
- storie brevi di Michel Vaillant
- storie della serie Les Labourdet pubblicata su Chez Nous

| Numero tomo | Titolo originale                                                | Titolo italiano   | Edizione in albo francese | Pubblicazioni italiane |
| ----------- | --------------------------------------------------------------- | ----------------- | ------------------------- | --- |
| 1           | Retour a Konigsfeld (storie brevi)                              | inedito in volume | 2000, Graton              | Storie brevi: - Attention pilotedangereux! (Pericolo sulla pista o Attenzione pilota pericoloso!): Corriere dei Piccoli n. 23, 1969, Rizzoli - Michel Vaillant n. 2, 2012, Gazzetta dello Sport. - Retour a Konigsfeld (Ritorno a Konigsfeld): Corriere dei Ragazzi n. 6, 1974, Corriere della Sera - Michel Vaillant n. 17, 2013, Gazzetta dello Sport. - Affaire asuivre (La faccenda continua): Michel Vaillant n. 17, 2013, Gazzetta dello Sport. - Duel en F3 (Duello in F3): Michel Vaillant n. 35, 2013, Gazzetta dello Sport. |
| 2           | Ni toi... ni lui! (Les Labourdet n. 1)                          | -                 | 2001, Graton              | inedito in Italia |
| 3           | Ça c'est du sport (storie brevi da Tintin)                      | -                 | 2002, Graton              | inedito in Italia |
| 4           | La rivale (Les Labourdet n. 2)                                  | -                 | 2003, Graton              | inedito in Italia |
| 5           | Dossier v 2001 (storie brevi)                                   | inedito in volume | 2003, Graton              | Storie brevi: - Un certain Grand Prix (Un certo Gran Premio): Michel Vaillant n. 12 Speciale 20 anni, 1988, Alessandro Distribuzione - Michel Vaillant n. 30, 2013, Gazzetta dello Sport. - Confidentiel: Dossier V 2001 (Riservato: Dossier 2001): Michel Vaillant n. 36, 2013, Gazzetta dello Sport. |
| 6           | L'inconnu du Tour de France (storie brevi da Tintin)            | -                 | 2003, Graton              | inedito in Italia |
| 7           | La verite vien du desert (Les Labourdet n. 3)                   | -                 | 2003, Graton              | inedito in Italia |
| 8           | La croisiere du serpent (Les Labourdet n. 4)                    | -                 | 2004, Graton              | inedito in Italia |
| 9           | Jean Graton illustre l'oncle Paul n. 1 (storie brevi da Spirou) | -                 | 2004, Graton              | inedito in Italia |
| 10          | Le faux pas (Les Labourdet n. 5)                                | -                 | 2005, Graton              | inedito in Italia |
| 11          | Jean Graton illustre l'oncle Paul n. 2 (storie brevi da Spirou) | -                 | 2005, Graton              | inedito in Italia |
| 12          | Jean Graton illustre l'oncle Paul n. 3 (storie brevi da Spirou) | -                 | 2006, Graton              | inedito in Italia |
| 13          | Jeux dangereux (Les Labourdet n. 6)                             | -                 | 2006, Graton              | inedito in Italia |
| 14          | Le voisin de Palier (Les Labourdet n. 7)                        | -                 | 2007, Graton              | inedito in Italia |
| 15          | Le voyage de Pépé (Les Labourdet n. 8)                          | -                 | 2007, Graton              | inedito in Italia |
| 16          | Suspense à Noirmoutier (Les Labourdet n. 9)                     | -                 | 2008, Graton              | inedito in Italia |

## Storie brevi
Oltre agli episodi della serie normale, Jean Graton ha creato anche numerose storie brevi con Michel Vaillant.
| Tavole | Titolo originale                               | Titolo italiano                                                                              | Prima pubblicazione                                                                                    | Pubblicazioni italiane |
| ------ | ---------------------------------------------- | -------------------------------------------------------------------------------------------- | --- | --- |
| 4      | Bon sang ne peut mentir                        | Buon sangue non mente                                                                        | - Tintin n. 433, Francia, 07.02.1957, Casterman - Tintin n.47, Belgio, 20.11.1957, Casterman           | - Michel Vaillant n. 12 Speciale 20 anni, 1988, Alessandro Distribuzione - Michel Vaillant n. 1, 2012, Gazzetta dello Sport                                                      |
| 4      | La 24e heure                                   | La 24ª ora                                                                                   | - Tintin n. 24, Belgio, 12.06.1957, Casterman - Tintin n. 453, Francia 27.06.1957, Casterman           | - Michel Vaillant n. 12 Speciale 20 anni, 1988, Alessandro Distribuzione - Michel Vaillant n. 1, 2012, Gazzetta dello Sport                                                      |
| 4      | La Vaillante Marathon o La Marathonde la route | Una maratona su 4 ruote o La maratonadella strada                                            | - Tintin n. 468, Francia, 10.10.1957, Casterman - Tintin n. 44, Belgio, 29.10.1957, Casterman          | - Michel Vaillant n. 12 Speciale 20 anni, 1988, Alessandro Distribuzione - Michel Vaillant n. 1, 2012, Gazzetta dello Sport                                                      |
| 4      | La clé de 12                                   | La chiave del 12                                                                             | - Tintin n.477, Francia, 12.12.1957, Casterman - Tintin n.47, Belgio, 19.11.1958, Casterman            | - Michel Vaillant n. 12 Speciale 20 anni, 1988, Alessandro Distribuzione - Michel Vaillant n. 1, 2012, Gazzetta dello Sport                                                      |
| 4      | Bagarre sur la nationale 7                     | Bagarre sur la nationale 7                                                                   | - Tintin n. 51 Belgio, 18.12.1957, Casterman - Tintin n. 475, Francia, 06.02.1958, Casterman           | - Michel Vaillant n. 12 Speciale 20 anni, 1988, Alessandro Distribuzione - Michel Vaillant n. 4, 2013, Gazzetta dello Sport                                                      |
| 1      | Le Salon de l'Auto 1946                        | Il Salone dell'Auto 1946                                                                     | - Tintin n. 39, Belgio, 27.09.1966, Casterman                                                          | - Michel Vaillant il pilota intramontabile, 2024, Anafi |
| 2      | La première course de Michel Vaillant          | La prima corsa di Michel Vaillant                                                            | - Tintin n. 1048, Francia, 28.11.1968, Casterman                                                       | - Michel Vaillant n. 3, 2012, Gazzetta dello Sport |
| 6      | Attention pilote dangeroux!                    | Pericolo sulla pista o Attenzione pilota pericoloso                                          | - Tintin Sélection, n. 1, novembre 1968, Casterman                                                     | - Corriere dei Piccoli n. 23, 1969, Rizzoli - Michel Vaillant n. 2, 2012, Gazzetta dello Sport                                                                                   |
| 6      | Quel menteur ce Payntor                        | Quell'ipocrita di Payntor o L'ipocrita o Quel bel tipo di Payntor o Quel bugiardo di Payntor | - Tintin Sélection, n. 4, novembre 1969, Casterman                                                     | - I nuovi eroi, 1969, Corriere della Sera - Gli Albi dell'Ardimento n. 2, 1970, Crespi - Zack Avventura, 1974, Koralle Verlag - Michel Vaillant n. 3, 2012, Gazzetta dello Sport |
| 7      | Pleuvra... pleuvra pas?                        | Pioverà o non pioverà?                                                                       | - Tintin Sélection, n. 5, 1970, Casterman                                                              | - Corriere dei Piccoli, n. 27, 1970, Rizzoli - Michel Vaillant n. 3, 2012, Gazzetta dello Sport                                                                                  |
| 5      | Le démon du nord                               | Incidente al rally o Il rally sulghiaccio... o Il demonedel nord                             | - Tintin Sélection n. 6, giugno 1970, Casterman                                                        | - Gli Albi dell'Ardimento n. 4, 1971, Crespi - Zack Avventura, 1974, Koralle Verlag - Michel Vaillant n. 4, 2012, Gazzetta dello Sport                                           |
| 8      | La leçon                                       | La lezione                                                                                   | - Tintin Sélection n. 8, settembre 1970, Casterman                                                     | - Gli Albi dell'Ardimento n. 4, 1971, Crespi - Michel Vaillant n. 8, 2013, Gazzetta dello Sport                                                                                  |
| 7      | Bataille pur 1/10                              | Battagliaper 1/10                                                                            | - Spécial Michel Vaillant, 4 trim. 1970, Le Lombard                                                    | - Corriere dei Ragazzi n. 19, 1975, Corriere della Sera - Michel Vaillant n. 8, 2013, Gazzetta dello Sport                                                                       |
| 8      | Françoise                                      | Françoise                                                                                    | - Spécial Michel Vaillant, 4 trim. 1970, Le Lombard                                                    | - Corriere dei Ragazzi n. 8-9, 1975, Corriere della Sera - Michel Vaillant n. 6, 2013, Gazzetta dello Sport                                                                      |
| 9      | Pas de lauriers pour Bob Cramer                | Nientegloria per Bob Cramer!                                                                 | - Spécial Michel Vaillant, 4 trim. 1970, Le Lombard                                                    | - Corriere dei Ragazzi n. 4, 1974, Corriere della Sera - Michel Vaillant n. 7, 2013, Gazzetta dello Sport                                                                        |
| 7      | Ne rale pas, Steve!                            | La Vaillante contro "l'aspirapolvere" o Non brontolare, Steve!                               | - Tintin Sélection n. 11, marzo 1971, Casterman                                                        | - Gli Albi dell'Ardimento n. 9, 1971, Crespi - Michel Vaillant n. 10, 2013, Gazzetta dello Sport                                                                                 |
| 8      | Dans l'enfer des 6 heurs                       | Bolidi sul fiume o Nell'infernodella sei ore                                                 | - Tintin n.15, Belgio, 13.04.1971, Casterman - Tintin n.1172, Francia, 15.04.1971, Casterman           | - Corriere dei Piccoli n. 29, 1971, Rizzoli - Michel Vaillant n. 19, 2013, Gazzetta dello Sport                                                                                  |
| 8      | Menace sur Mont Tremblant                      | Minaccia a Mont Tremblant                                                                    | - Tintin n. 36, Belgio, 07.09.1971 - Tintin n. 1193, Francia, 09.09.1971, Casterman                    | - Corriere dei Ragazzi n. 2, 1972, Corriere della Sera - Michel Vaillant n. 11, 2013, Gazzetta dello Sport                                                                       |
| 6      | Zolder - Grand Prix de Formule 2               | Gran Premio Zolder Formula 2                                                                 | - Tintin n. 40, Belgio, 05.10.1971, Casterman                                                          | - Corriere dei Ragazzi n. 10, 1972, Corriere della Sera - Michel Vaillant n. 11, 2013, Gazzetta dello Sport                                                                      |
| 9      | Retour at Königsfeld!                          | Ritorno a Konigsfeld                                                                         | - Tintin Sélection n. 14, gennaio 1972, Casterman                                                      | - Corriere dei Ragazzi n. 6, 1974, Corriere della Sera - Michel Vaillant n. 17, 2013, Gazzetta dello Sport                                                                       |
| 8      | Flagrand delit                                 | In flagranza di reato                                                                        | - Tintin Sélection n. 15, marzo 1972, Casterman                                                        | - Michel Vaillant n. 16, 2013, Gazzetta dello Sport |
| 8      | Affaire à suivre...                            | E la storia continua...                                                                      | - Tintin Sélection n. 16, giugno 1972, Casterman                                                       | - Michel Vaillant n. 19, 2013, Gazzetta dello Sport |
| 6      | Moi j'prefere les drags!                       | Io preferisco i dragster!                                                                    | - Special Steve Warson, 1972, Le Lombard                                                               | - Michel Vaillant n. 13, 2013, Gazzetta dello Sport |
| 7      | A toi Steve!                                   | A te, Steve!                                                                                 | - Special Steve Warson, 1972, Le Lombard                                                               | - Corriere dei Ragazzi n. 4, 1974, Corriere della Sera - Michel Vaillant n. 14, 2013, Gazzetta dello Sport                                                                       |
| 6      | Corrida pour une marguerite                    | Finimondo per una margherita                                                                 | - Tintin n. 39, Belgio, 26.09.1972, Casterman - Tintin n. 1248, Francia, 28.09.1972, Casterman         | - Michel Vaillant n. 14, 2013, Gazzetta dello Sport |
| 10     | Qui sème le vent...                            | Chi semina vento...                                                                          | - Tintin Sélection n. 18, dicembre 1972, Casterman                                                     | - Michel Vaillant n. 20, 2013, Gazzetta dello Sport |
| 2      |                                                | Die verruckte 13 (in tedesco) - Le fou 13 (in francese)                                      | - Zack n. 49, 1973 (Germania) +Michel Vaillant Histoires courtes - American Circus, 2024, Dupuis       | inedita in italia |
| 8      | Virage a gauche                                | Curva a sinistra                                                                             | - Tintin Sélection n. 19, marzo 1973, Casterman                                                        | - Michel Vaillant n. 23, 2013, Gazzetta dello Sport |
| 7      | Tiens pardi!                                   | È ovvio!                                                                                     | - Spécial moto, 1973, Le Lombard                                                                       | - Michel Vaillant albo speciale Altre pagine sconosciute, 2016, Gazzetta dello Sport                                                                                             |
| 8      | Ago se rebiffe                                 | Ago si ribella                                                                               | - Spécial moto, 1973, Le Lombard                                                                       | - Michel Vaillant n. 22, 2013, Gazzetta dello Sport |
| 7      | Ils sont venus de l'est                        | Sono venuti dall'est                                                                         | - Spécial moto, 1973, Le Lombard                                                                       | - Michel Vaillant n. 22, 2013, Gazzetta dello Sport |
| 6      | Duel au Paul Ricard                            | Duel au Paul Ricard                                                                          | - Tintin n. 19, Belgio, 07.05.1974, Casterman - Tintin n. 74, Francia, 04.06.1974, Casterman           | - Corriere dei Ragazzi n. 16, 1975, Corriere della Sera - Michel Vaillant n. 25, 2013, Gazzetta dello Sport                                                                      |
| 6      | A Michel Vaillant rien d'impossible            | Per Michelnulla è impossibile                                                                | - Tintin n. 45, Belgio, 05.11.1974, Casterman - Tintin n. 99, Francia, 26.11.1974, Casterman           | - Michel Vaillant n. 25, 2013, Gazzetta dello Sport |
| 15     | Confidentiel: Dossier V2001                    | Riservato: Dossier V2001                                                                     | - Tintin Sélection n. 30, dicembre 1975, Casterman                                                     | - Michel Vaillant n. 26, 2013, Gazzetta dello Sport |
| 15     | Rendez-vous à Francorchamps                    | Appuntamento a Francorchamps                                                                 | - Tintin Sélection n. 31, 1976, Casterman                                                              | - Michel Vaillant n. 27, 2013, Gazzetta dello Sport |
| 12     | Sa plus belle victoire                         | La vittoria più bella                                                                        | - Special 20e anniversaire, 1979, Le Lombard                                                           | - Michel Vaillant n. 12 Speciale 20 anni, 1988, Alessandro Distribuzione - Michel Vaillant n. 29, 2013, Gazzetta dello Sport                                                     |
| 13     | Un certain Grand Prix                          | Un certo Gran Premio                                                                         | - Special 20e anniversaire, 1979, Le Lombard                                                           | - Michel Vaillant n. 12 Speciale 20 anni, 1988, Alessandro Distribuzione - Michel Vaillant n. 30, 2013, Gazzetta dello Sport                                                     |
| 13     | Poker a Zolder                                 | Poker a Zolder                                                                               | - Zack Parade n.36 Germania, 1979 - Michel Vaillant EPI Pocket n. 1, gennaio 1982                      | - Michel Vaillant n. 33, 2013, Gazzetta dello Sport |
| 16     | Duel en F.3                                    | Duello in F.3                                                                                | - Super AS n. 58-59, 1980, Jeunesse et Vacances                                                        | - Michel Vaillant n. 38, 2013, Gazzetta dello Sport |
| 6      | Le bon chiffres                                | -                                                                                            | - Dossiers Michel Vaillant - Le circuit de Magny-Cours, 2022, Dupuis                                   | inedita in Italia |
| 8      | Gants de pilote                                | -                                                                                            | - Dossiers Michel Vaillant - Le circuit de Magny-Cours, 2022, Dupuis                                   | inedita in Italia |
| 7      | Un pilote sous tension                         | -                                                                                            | - La cible - Édition augmentée (librairie Bulle), Michel Vaillant - nouvelle saison 12, 2023, Dupuis   | inedita in Italia |
| 8      | Amer podium                                    | -                                                                                            | - 77 ans du journal de Tintin, albo celebrativo, 2023, Lombard                                         | inedita in Italia |
| 5      | Mister X                                       | -                                                                                            | - Rédemption - Édition augmentée (librairie Bulle), Michel Vaillant - nouvelle saison 13, 2024, Dupuis | inedita in Italia |
| 10     | Made in La Jonquiére                           | -                                                                                            | - Henri Vaillant - Famille, 2024, Dupuis                                                               | inedita in Italia |

Pubblicità
Con il personaggio protagonista o i comprimari sono state inoltre realizzate anche diverse storie brevi a fumetti espressamente realizzate per la distribuzione in occasione di eventi o campagne pubblicitarie.
| Anno    | Tavole | Titolo originale                                          | Titolo italiano                                                      | Tipo                                                                                  | Pubblicità                                                                       | Pubblicazioni italiane                                                             |
| ------- | ------ | --------------------------------------------------------- | -------------------------------------------------------------------- | ------------------------------------------------------------------------------------- | -------------------------------------------------------------------------------- | ---------------------------------------------------------------------------------- |
| anni 60 | 4      | Un preté pour un rendu                                    | Un prestito restituito                                               | fogli sciolti con storia breve                                                        | per azienda produttrice di calzature Garbel                                      | Michel Vaillant il pilota intramontabile, 2024, Anafi                              |
| 1973    |        | Suspense au Paul Ricard                                   | -                                                                    | albo con estratto da Serie noire (Serie nera)                                         | per il circuito automobilistico Paul Ricard                                      | Michel Vaillant n. 23, 2013, Gazzetta dello Sport                                  |
| 1974    | 6      | Duel au Paul Ricard                                       | Duello al Paul Ricard                                                | albo                                                                                  | per il circuito automobilistico Paul Ricard                                      | Michel Vaillant n. 25, 2013, Gazzetta dello Sport                                  |
| 1974    | 8      | Photo finish                                              | Foto-Finish                                                          | programma Gran Premio del Belgio 1974 di Formula 1                                    | per la Bang & Olufsen                                                            | Michel Vaillant n. 23, 2013, Gazzetta dello Sport                                  |
| 1975    | 1      | Tous au rallye!                                           | -                                                                    | tavola pubblicitaria per poster                                                       | per la Citroën                                                                   | inedita in Italia                                                                  |
| 1976    |        | Defì au Paul Ricard                                       | Appuntamento a Francorchamps                                         | albo con un estratto da La revolte des rois (La rivolta dei re)                       | per il circuito automobilistico Paul Ricard                                      | Michel Vaillant n. 27, 2013, Gazzetta dello Sport                                  |
| 1976    | 8      | Piege por Steve Warson o Pris au piege                    | Trappola per Steve Warson                                            | albo                                                                                  | per l'azienda autostradale Cofiroute                                             | Michel Vaillant n. 32, 2013, Gazzetta dello Sport                                  |
| 1979    | 16     | Toyota avontuur                                           |                                                                      | albo in olandese                                                                      | per la Toyota                                                                    | inedita in Italia                                                                  |
| 1980    | 8      | Une Escort pour Michel Vaillant                           | Una Escort per Michel Vaillant                                       | albo con storia breve documentaristica                                                | per la Ford Escort                                                               | Michel Vaillant n. 35-36, 2013, Gazzetta dello Sport                               |
| 1980    |        | Julie Woods au Paul Ricard                                | Julie Woods                                                          | albo con estratto da Bol d'or di Julie Wood                                           | per il circuito automobilistico Paul Ricard                                      | Michel Vaillant n. 64-65-66 2014, Gazzetta dello Sport                             |
| 1981    | 17     | Les Grands évènements Citroën                             | -                                                                    | albo con storie brevi documentaristiche                                               | per la Citroën                                                                   | inedita in Italia                                                                  |
| 1982    | 8      | Le héros du Paul Ricard                                   | L'eroe del Paul Ricard                                               | albo                                                                                  | per il circuito automobilistico Paul Ricard                                      | Michel Vaillant n. 40, 2013, Gazzetta dello Sport                                  |
| 1983    | 8      | Le défi ATC                                               | La sfida ATC                                                         | albo                                                                                  | per la Honda e Canada Dry                                                        | Michel Vaillant albo speciale Altre pagine sconosciute, 2016, Gazzetta dello Sport |
| 1983    |        | Duel de champions                                         | 300 all'ora a Paris                                                  | albo con estratto da 300 a l'heure dans Paris (300 all'ora a Paris)                   |                                                                                  | Michel Vaillant n. 43, 2013, Gazzetta dello Sport                                  |
| 1983    | 8      | Exclusif: les nouveautes du Salon de Geneve               | Esclusivo: le novità del Salone di Ginevra                           | rivista con storia breve documentaristica                                             | per Vogue Homme                                                                  | Michel Vaillant albo speciale Altre pagine sconosciute, 2016, Gazzetta dello Sport |
| 1989    | 32     | La rage de gagner                                         | -                                                                    | fascicoli con storie brevi documentaristiche (poi raccolti in album La rage de gagner | per la Renault                                                                   | Pubblicità per Renault, 1989                                                       |
| 1990    | 8      | Diesel Performance                                        | -                                                                    | depliant                                                                              | per la Elf Antar                                                                 | inedita in Italia                                                                  |
| 1991    | 8      | La vie de chateau                                         | La vita facile                                                       | albo                                                                                  | per la Citroën                                                                   | Michel Vaillant n. 67, 2014, Gazzetta dello Sport                                  |
| 1991    | 8      | Plein Gaz!                                                | A tutto gas!                                                         | fascicolo in bianco e nero                                                            | per l'azienda del gas liquido Butagaz                                            | Michel Vaillant albo speciale Altre pagine sconosciute, 2016, Gazzetta dello Sport |
| 1993    | 3      | Le mystère du contact TS 750                              | -                                                                    | albo                                                                                  | per la Continental                                                               | inedita in Italia                                                                  |
| 1997    | 8      | Les champions de Thalys                                   | I campionidel Thalys                                                 | albo                                                                                  | per la Westrail/Thalys                                                           | Michel Vaillant n. 68, 2014, Gazzetta dello Sport                                  |
| 1999    | 8      | Opération Armada                                          | Operazione Armada                                                    | albo                                                                                  | per la rivista specialistica in autonoleggio e flotte aziendali Fleet in Belgium | Michel Vaillant albo speciale Altre pagine sconosciute, 2016, Gazzetta dello Sport |
| 2000    | 1      | Conduite à tenir dans les villages                        | -                                                                    | locandina con vignette di istruzioni comportamentali per la sicurezza nella Dakar     | per la rivista Euromaster Fidelia                                                | inedito in italia                                                                  |
| 2000    | 3      | Le plein d'infos                                          | -                                                                    | tavole prefazione albo pubblicitario La fievre de Bercy+Le sponsor                    | per la Elf                                                                       | inedita in Italia                                                                  |
| 2010    | 8      | Duel sur glace                                            | -                                                                    | albo con storia breve documentaristica                                                | per la Škoda                                                                     | inedita in Italia                                                                  |
| 2016    | 2      | Michel Vaillant vous fait découvrir la Formula E          | -                                                                    | tavole per la presentazione del primo E-Prix di Parigi 2016 di Formula E              | per la rivista Auto Hebdo                                                        | inedita in Italia                                                                  |
| 2018    | 2      | Le pneus Dunlop Sport Classic à la preuve du Mans Classic | Gli pneumatici Dunlop Sport Classic all'anteprima de Le Mans Classic | depliant                                                                              | per la Dunlop                                                                    | Michel Vaillant il pilota intramontabile, 2024, Anafi                              |
| 2023    | 1      | Les meilleurs font fonfiance aux meileurs                 | -                                                                    | depliant                                                                              | per l'azienda Société Générale de Surveillance                                   | inedita in Italia                                                                  |
| 2024    | 1      | Le control technique est aussi pour les motos             | -                                                                    | depliant                                                                              | per l'azienda Société Générale de Surveillance                                   | inedita in Italia                                                                  |

| Numero tomo | Titolo originale                                    | Edizione |
| ----------- | --------------------------------------------------- | --- |
| 1           | Michel Vaillant Histoires courtes - Origines        | 11 giugno 2021, Dupuis |
| 2b          | Michel Vaillant Histoires courtes - Origines        | 11 giugno 2021, Dupuis (edizione speciale con contenuti extra, copertina diversa e tiratura limitata a 700 copie per la libreria Bulle di Le mans)  |
| 2           | Michel Vaillant Histoires courtes - Seventies       | 21 gennaio 2022, Dupuis |
| 2b          | Michel Vaillant Histoires courtes - Seventies       | 21 gennaio 2022, Dupuis (edizione speciale con contenuti extra, copertina diversa e tiratura limitata a 700 copie per la libreria Bulle di Le mans) |
| 3           | Michel Vaillant Histoires courtes - American Circus | 12 gennaio 2024, Dupuis |

## Julie Wood
Indirettamente collegata al personaggio è stata la collana Julie Wood, con otto albi pubblicati tra il 1976 e il 1980 (oltre a 3 albetti pubblicitari per il Circuito Paul Ricard e, per quanto riguarda gli ultimi 3 albi, anche a puntate sul settimanale Super As). La protagonista, una giovane e spericolata motociclista statunitense, apparirà successivamente in alcuni albi della serie Michel Vaillant, diventando il primo grande amore di Steve Warson (in un ruolo marginale nell'albo n. 41 Paris-Dakar, e con ruoli importanti negli albi n. 44 Steve et Julie e n. 57 La piste de Jade).
| Numero tomo | Titolo originale                   | Titolo italiano                                       | Pubblicazione a puntate Belgio/Francia                                       | Edizione in albo francese | Pubblicazioni italiane                                  |
| ----------- | ---------------------------------- | ----------------------------------------------------- | ---------------------------------------------------------------------------- | ------------------------- | ------------------------------------------------------- |
| 1           | Une fille nommee Julie Wood        | Una ragazza chiamata Julie Wood Inedito in volume     | -                                                                            | 1976, Dargaud             | Michel Vaillant n. 43-44-45, 2013, Gazzetta dello Sport |
| 2           | Defends-toi Julie                  | Difenditi Julie Inedito in volume                     | -                                                                            | 1976, Dargaud             | Michel Vaillant n. 46-47-48, 2013, Gazzetta dello Sport |
| 3           | 500 fous au depart                 | 500 pazzi alla partenza Inedito in volume             | -                                                                            | 1977, Dargaud             | Michel Vaillant n. 49-50-51, 2013, Gazzetta dello Sport |
| 4           | Pas de cadeau pour Julie           | Niente regali per Julie Inedito in volume             | -                                                                            | 1978, Dargaud             | Michel Vaillant n. 52-53-54, 2013, Gazzetta dello Sport |
| 5           | Le motard maudit                   | Il biker maledetto Inedito in volume                  | -                                                                            | 1979, Dargaud             | Michel Vaillant n. 55-56-57, 2013, Gazzetta dello Sport |
| 6           | Un ours, un singe...et un side-car | Un orso, una scimmia… ed un sidecar Inedito in volume | - Super J, 1979, Jeunesse et Vacances - Super AS, 1979, Jeunesse et Vacances | 1979, Dargaud             | Michel Vaillant n. 58-59-60, 2014, Gazzetta dello Sport |
| 7           | Ouragan sur Daytona                | Uragano su Daytona Inedito in volume                  | - Super J, 1979, Jeunesse et Vacances - Super AS, 1979, Jeunesse et Vacances | 1980, Dargaud             | Michel Vaillant n. 61-62-63, 2014, Gazzetta dello Sport |
| 8           | Bol d'or                           | Bol d'or Inedito in volume                            | - Super J, 1979, Jeunesse et Vacances - Super AS, 1979, Jeunesse et Vacances | 1980, Dargaud             | Michel Vaillant n. 64-65-66, 2014, Gazzetta dello Sport |

Les intégrales
La serie edita da Depuis raccoglie tutta la collana Julie Wood (non pubblicata in Italia).
| Numero tomo | Data pubblicazione |
| ----------- | ------------------ |
| Tome 1      | 2015               |
| Tome 2      | 2017               |
| Tome 3      | 2018               |

## Ristampe (in lingua francese)
Collection Michel Vaillant
Dal 2022 al 2023 è stata pubblicata per 93 numeri la collana da edicola Collection Michel Vaillant realizzata da Dupuis in collaborazione con l’Equipe e Hachette. I volumi comprendono integralmente tutte le storie della serie normale (1ª e 2ª stagione), le storie brevi, quelle della serie Julie Wood e della nuova serie Légendes. Comprende anche fascicoli integrativi con approfondimenti e vari omaggi per gli abbonati.
Michel Vaillant
Dal 1996 al 2021 è stata pubblicata per 19 volumi la collana Michel Vaillant realizzata da Dupuis  una edizione stile Rombaldi. Le Edizioni Rombaldi, nate nel 1932, si sono distinte perle loro edizioni di lusso, ed in particolare, a partire dagli anni '70,  per la pubblicazione di fumetti interi i cui diritti erano detenuti da altri editori. Successivamente assorbita dal gruppo Hachette chiuse i battenti nel 1996. 18 volumi raccolgono tutti gli episodi della 1ª stagione, mentre il volume 19 raccoglie i primi quattro episodi della 2ª stagione.
Altro
Nel 2015 la Depuis ha pubblicato 6 volumi da 2 storie ciascuno della serie di Michel Vaillant aventi come coprotagonista Jacky Ickx.
Nel 2016 la Graton-Dupuis per il quotidiano Le Soir ha pubblicato 8 volumi da 2 storie ciascuno della serie di Michel Vaillant aventi come coprotagonista il Leader.